# جورج جيسيل
جورج ألبرت جيسيل (بالإنجليزية: George Jessel)‏ (3 أبريل 1898 - 23 مايو 1981) ويسمى أحيانا جورجي جيسيل، مغني وممثل وكاتب أغاني أمريكي، وحائز على جائزة الأوسكار. كان مشهورا في حياته كفنان كوميدي متعدد المواهب، وحقق مستويات عالية من الاحتراف بتجاوزه للأدوار المحدودة في الأفلام. وكان لقبه «عريف حفل الولايات المتحدة» حيث أنه كان معروفا جدا وعلى نطاق واسع، وذلك بسبب ظهوره المتكرر كعريف الحفل في التجمعات السياسية والترفيه. ظهر اسم جيسيل في مرحلة إنتاج أغاني الجاز.

## وصلات خارجية
- جورج جيسيل على موقع IMDb (الإنجليزية)
- جورج جيسيل على موقع الموسوعة البريطانية (الإنجليزية)
- جورج جيسيل على موقع الموسوعة البريطانية (الإنجليزية)
- جورج جيسيل على موقع ألو سيني (الفرنسية)
- جورج جيسيل على موقع ميوزك برينز (الإنجليزية)
- جورج جيسيل على موقع أول موفي (الإنجليزية)
- جورج جيسيل على موقع قاعدة بيانات برودواي على الإنترنت (الإنجليزية)
- جورج جيسيل على موقع قاعدة بيانات الأفلام السويدية (السويدية)
- جورج جيسيل على موقع إن إن دي بي (الإنجليزية)
- جورج جيسيل على موقع ديسكوغز (الإنجليزية)
- George Jessel interviewed by Mike Wallace on The Mike Wallace Interview September 14, 1957